# Хтивість

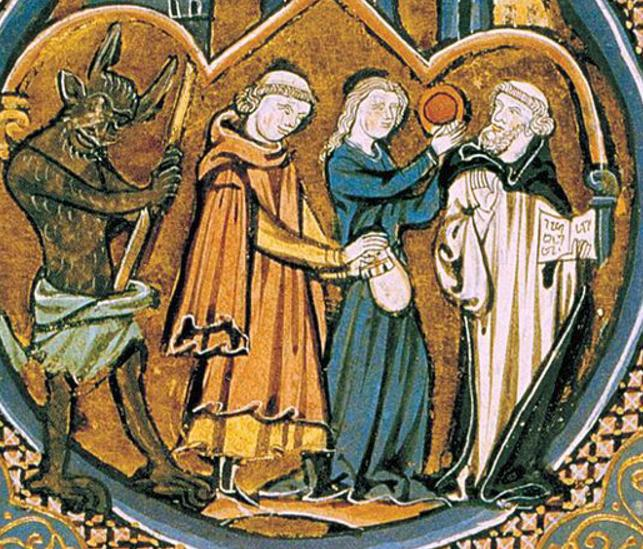
Демон, що насичує хтивість. Ілюстрація з манускрипту 13 ст.

Хти́вість — тілесний, плотський потяг.
Хтивість — непомірковане жадання злягання (часто до межі самозадоволення), яке інколи набирає насильницький характер. Хтивість, чи непомірковане жадання плоті іншої людини (поза шлюбом) вважається гріхом чи нечистим вчинком в усіх авраамічних релігіях.

## У католицизмі

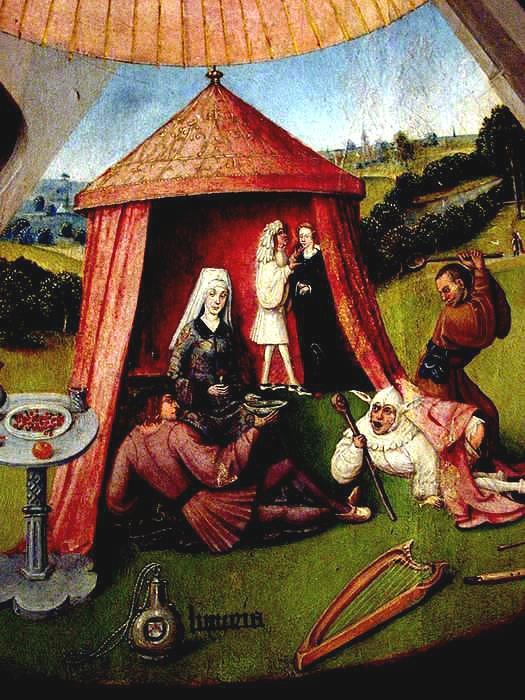
Ієронімус Босх або Єронім Босх: Сім смертних гріхів: Хтивість

Католицький богослов Пітер Кріфт зазначає, що хтивість є бажанням у волі, а не просто почуття, щось, чому активно дається дозвіл, не лишень пасивне переживання.
У Новому Заповіті, термін «хтивість» зазвичай вживається як переклад грецького слова 'επιθυμία'. Згідно з визначенням католицької енциклопедії, серце християнина є хтивим тоді, коли «статева насолода шукається поза шлюбом або у спосіб противний законам, які керують шлюбними стосунками».
У римо-католицизмі, хтивість (лат. luxuria) вважається підставовим гріхом — і є таким чином одним зі семи смертних гріхів. Причина цього полягає в тому, що переступ вимірюється шкодою заподіяною індивіду чи суспільству. Гріх хтивості стосується як і зовнішніх, так і внутрішніх гріхів, оскільки Ісус описав хтивість у своїй Нагорній проповіді так:
| Ви чули, що сказано: Не чини перелюбу. А Я вам кажу, що кожен, хто на жінку подивиться із пожадливістю, той уже вчинив із нею перелюб у серці своїм. (Матвія 5:27 - 28) |

## Юдаїзм
В юдаїзмі усі злі нахили і бажання плоті характеризуються як єцер гара (з івр. יצר הרע — зле хотіння); єцер гара не є демонічною силою, швидше зловживанням речей, які потребує тіло для виживання — і часто зіставляється з єцер тоб (добрим хотінням). Ідея походить з книги Буття: «І почув Господь пахощі любі, і в серці Своєму промовив: Я вже більше не буду землі проклинати за людину, бо нахил людського серця лихий від віку його молодого. І вже більше не вбиватиму всього живого, як то Я вчинив був.» (Бут 8:21).Єцер гара часто ідентифікується із сатаною та янголом смерті, — і деколи є тенденція надати єцер гарі особистості й окремої дії, оскільки єцер, як і сатана, зводить людину на цьому світі, і свідчить проти неї у потойбічному світі. Однак, єцер чітко відрізняється від сатани й в інших випадках є точно паралельною гріху. Тора вважається великими ліками проти цієї сили.

## Язичництво
У поганських релігіях хтивість переважно не вважалася пороком. Найвідомішим прикладом розповсюдженого релігійного руху, який практикував хтивість як ритуал, були вакханалії давньоримських вакхантів. Проте цей рух був згодом заборонений римським сенатом у 186 р. до н.е. в указі Senatus consultum de Bacchanalibus. Практика ритуальної проституції, однак, продовжувалася культом Діонісу.